# Audible
Audible è un'azienda multinazionale produttrice e venditrice di programmi di intrattenimento, informazione e formazione audio distribuiti su Internet. Audible vende audiolibri, programmi radio, televisivi e riviste e quotidiani in formato audio digitale. Grazie al proprio ramo produttivo, gli Audible Studios, Audible è diventato il più grande produttore al mondo di audiolibri scaricabili. Il contenuto Audible è accessibile solamente tramite un software proprietario privato, che protegge l'utilizzo non consentito del contenuto da parte di utenti non autorizzati grazie ad un sistema di password e username Audible.
Il 31 gennaio 2008, Amazon.com annuncia di voler comprare Audible per circa 300 milioni di dollari. L'affare viene concluso nel marzo 2008 e Audible diventa così una società sussidiaria di Amazon. L'azienda ha base a Newark in New Jersey's 1 Washington Park.

## Storia

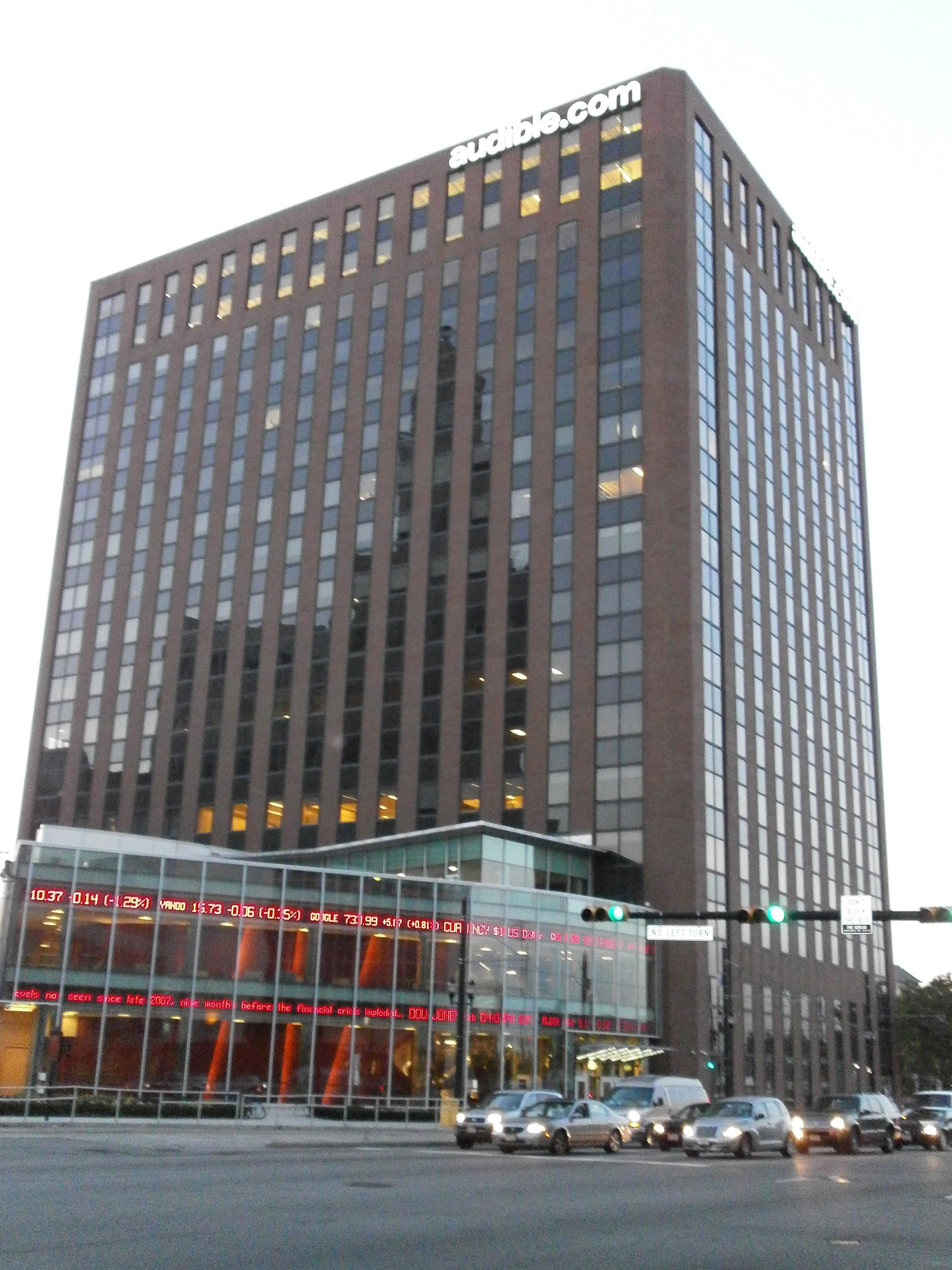
La sede principale a One Washington Park

Audible viene fondata nel 1995 dallo scrittore e giornalista Donald "Don" Katz.
Gennaio 1998: Audible introduce il primo lettore audio digitale di volume di produzione quasi quattro anni prima l'arrivo dell'iPod. Gli unici file supportati erano file audio digitali a bitrate bassi .aa che potevano essere scaricati solo da Audible.com. Il primo lettore aveva circa 4MB di memoria, che consiste i circa due ore di file audio in formato .aa. Audible mantiene tuttora diversi brevetti in questo campo.
24 ottobre 1999: Audible soffre una battuta d'arresto dovuta alla morte dell'amministratore delegato in carica, Andrew J. Huffman, dovuta ad un apparente attacco cardiaco. Nonostante questo, il continuo sviluppo ha comunque portato ad Audible la licenza del codec ACELP per i download di qualità di livello 3 nel 2000.
Nel 2003, Audible stringe un accordo esclusivo con Apple per fornire il loro catalogo su iTunes Music Store con audiolibri. Gli audiolibri acquistati su iTunes hanno un'estensione .m4b (una variazione al file MP4) e contengono un AAC audio protetto dal Fair Play Digital Rights Management di Apple.
Il successo di Audible inizia a far aumentare l'interesse verso il fondatore di Audible, Don Katz. Questi viene così evidenziato dalla rivista AudioFile nel 2003. Successivamente, l'incremento di notorietà lo porta a preparare diverse interviste registrate su IT Conversations nel maggio del 2005 e a presentare l´azienda al Podcast Expo nel novembre del 2005.
Nel 2005 Audible lancia Audible Air, un software che rende possibile scaricare audiolibri senza cavo e direttamente su dispositivi come smartphone o palmari. Ciò ha eliminato la necessità di dover scaricare il file audio prima su un computer fisso e poi doverlo trasferire sui dispositivi Palm OS, Windows Mobile o Symbian Mobile. Il contenuto, inoltre, può così venire aggiornato in automatico, scaricando i capitoli necessari e cancellando quelli già letti. L'interesse verso Audible e Don Katz continua così a crescere e nel marzo del 2006 entrambi vengono pubblicati su "Business 2.0".

La nuova sede principale Audible a Newark per il 2018

Nell'aprile del 2008, Audible comincia a produrre audiolibri esclusivi di genere fantasy e fantascienza sotto la categoria "Audible Frontiers". Al lancio vengono rilasciati 25 titoli. Nel 2008 Amazon compra la società per 300 milioni di dollari. Don Katz continua a mantenere il ruolo di amministratore delegato dell'azienda.
Audible continua a pubblicare nel maggio del 2011 quando lancia l'Audiobook Creation Exchange (ACX), un mercato online per diritti e piattaforma di produzione che connette narratori, produttori e titolari di diritti allo scopo di creare nuovi audiolibri. La piattaforma ha così tanto successo che nel 2012 Audible ha riportato di ricevere più titoli da ACX che dai suoi tre principali fornitori. Nel marzo del 2012, Audible lancia la A-List Collection, una serie in cui prendono parte star di Hollywood fra cui Claire Danes, Colin Firth, Anne Hathaway, Dustin Hoffman, Samuel L. Jackson, Diane Keaton, Nicole Kidman e Kate Winslet che recitano importanti opere letterarie. La performance di Colin Firth che narra "Fine di una storia" di Graham Greene viene nominato "Audiolibro dell'Anno" agli Audie Awards del 2013. La missione di Audible di rendere la narrazione dell'audiolibro una forma d'arte convenzionale si estende all'offrire corsi di narrazione nelle scuole di recitazione, fra cui figurano la Juilliard School e la Tisch Schools of the Arts della New York University. Nel 2013, l'amministratore delegato di Audible ha speculato che l'azienda fosse il singolo maggiore datore di lavoro per attori nell'area di New York. Nel 2014, nei sei studi di registrazione della sede principale di Audible, produttori e voci narranti creano nuovi audiolibri per 16 ore al giorno, sette giorni a settimana.
Le innovazioni tecnologiche tornano al centro dei piani dell'azienda nel settembre del 2012 quando Audible e Amazon lanciano Whispersync for Voice, un'innovazione che permette agli utenti di spostarsi senza interruzioni dalla lettura di un e-book Kindle all'ascolto del rispettivo audiolibro riprendendo allo stesso punto. Assieme a Whispersync for Voice, Audible introduce anche Immersion Reading, una funzionalità che sottolinea il testo dell'e-book su Kindle mentre si ascolta il rispettivo audiolibro. Nel 2015 questo argomento è stato anche al centro dell'integrazione con Amazon Echo, un dispositivo Amazon con funzionalità che includono question answering, riproduzione musicale e controllo di dispositivi smart.

### Audible in Italia
Nel maggio del 2016 il servizio di Audible viene lanciato in Italia con un sistema di pagamento diverso rispetto al modello presente negli altri paesi. Viene proposta un'offerta "all-you-can-listen" simile a quella di Spotify o Netflix: un abbonamento al costo mensile di 9,99€ con accesso illimitato ai contenuti del mercato italiano. Claudio Bisio partecipa come testimonial al lancio in Italia e legge per l'occasione "La Piuma", la favola morale postuma di Giorgio Faletti.
Audible, oltre a distribuire audiolibri e contenuti audio già esistenti nel mercato italiano, inizia a produrre contenuti originali, seguendo l'esempio americano. Fra i diversi titoli prodotti compare la serie di Harry Potter, letta da Francesco Pannofino. Il primo titolo viene lanciato il 21 settembre 2017.